# Wołczka
Wołczka – struga, lewobrzeżny dopływ Wołczej o długości 11,86 km i powierzchni zlewni 38,02 km².
Struga płynie przez Równinę Gryficką. Jej źródła znajdują się na wschód od wsi Upadły, do której dopływa, a następnie płynie w kierunku północnym. Przepływa przez wieś Wołowiec, dalej przez zachodnią część wsi Mechowo, za którą uchodzi do Wołczej.